# Druk Gyalpo
Druk Gyalpo (dzongkha: འབྲུག་རྒྱལ་པོ་, bokstavligen "Drakkungen"), oftast också Bhutans kung, är titeln på Bhutans statsöverhuvud. Den nuvarande kungen är Jigme Khesar Namgyel Wangchuck som tog över en del av sin fars uppgifter redan 2006 men kröntes officiellt den 9 november 2008.
Fram till 1950-talet var Bhutan en absolut monarki och sedan dess har kungarna tagit avstånd från politiken. År 2008 blev landet en konstitutionell monarki, vilket gjorde kungen till statschef och premiärministern till regeringschef.
Enligt årets 2008 grundlag kan Bhutans parlament avsätta kungen med 2/3 majoritet. Ytterligare måste kungen abdikera då han fyller 65 år. Om kronprinsen är under 21 år gammal vid maktsiftet, grundas det regentskap som består av en representant av kungafamilj, premiärministern, talmän av under- och övrehus, huvuddomare av högsta domstolen samt med oppositions ledare.
Kungen och Je Khenpo är de enda personer i Bhutan som kan använda den gula kabney-duken.

## Lista av Druk Gyalpo
| Bild | Namn                           | Född–avledd                    | Regeringtid |
| ---- | ------------------------------ | ------------------------------ | ----------- |
|      | Ugyen Wangchuck                | 11 juni 1862 – 26 augusti 1926 | 1907–1926   |
|      | Jigme Wangchuck                | 1905 – 30 mars 1952            | 1926–1952   |
|      | Jigme Dorji Wangchuck          | 2 maj 1928 – 21 juli 1972      | 1952–1972   |
|      | Jigme Singye Wangchuck         | 11 november 1955–              | 1972–2006   |
|      | Jigme Khesar Namgyel Wangchuck | 21 februari 1980–              | 2006–       |

Källa: